# Hamza Igamane
Hamza Igamane (arabisch حمزة إكمان; * 2. November 2002 in Témara) ist ein marokkanischer Fußballspieler der bei den Glasgow Rangers in der Scottish Premiership unter Vertrag steht.

## Karriere

### Verein
Hamza Igamane wurde in Témara an der Atlantikküste Marokkos geboren. Bereits als Kind trat er dem FAR Rabat aus der etwa 12 km entfernten marokkanischen Hauptstadt bei. Am 6. März 2021 gab er sein Debüt für die erste Mannschaft in der Botola gegen RS Berkane als er für Joseph Guédé Gnadou eingewechselt wurde. Seinen ersten Startelfeinsatz absolvierte Igamane zwei Monate später gegen Rapide Oued Zem. Unter dem belgischen Trainer Sven Vandenbroeck absolvierte der Stürmer in der Rückrunde der Saison 2020/21 insgesamt sieben Ligaspiele, ohne dabei ein Tor erzielen zu können. Nach einem Jahr ohne Einsatz, gelang ihm in der folgenden Spielzeit 2022/23 im November 2022 sein erstes Tor, als er bei einem 2:0-Auswärtssieg gegen Maghreb Tétouan das Führungstor erzielte. Im Januar und Februar 2023 gelangen ihm zwei Doppelpacks gegen Mouloudia d’Oujda und RS Berkane. Mit dem „Verein der königlichen Armee“ aus Rabat gewann Igamane am Ende der Saison den Meistertitel in Marokko. Hinter Reda Slim (11) und Diney (9) war Igamane mit sechs Saisontoren drittbester Torschütze des Meisters. In der Spielzeit danach errang Igamane mit Rabat die Vizemeisterschaft. Mit sieben erzielten Toren konnte er eine persönliche Bestmarke erreichen. Im Saisonverlauf war ihm ein Hattrick im Stadtderby gegen FUS de Rabat gelungen.
Am 5. Juli 2024 unterzeichnete Igamane für eine nicht genannte Ablösesumme einen Fünfjahresvertrag in Schottland bei den Glasgow Rangers.

### Nationalmannschaft
Hamza Igamane debütierte im März 2023 in der Marokkanischen U23-Nationalmannschaft gegen Wales. Beim Freundschaftsspiel das in der Türkei stattfand, erzielte der Stürmer beide Tore beim 2:0-Sieg. Im selben Jahr nahm er mit der Mannschaft am U23 Afrika-Cup in seinem Heimatland teil. Im Turnierverlauf kam Igamane einmal in der Gruppenphase gegen die Republik Kongo und im Halbfinale gegen Mali zum Einsatz. Das Finale gewann Marokko gegen Ägypten in der Verlängerung.

## Erfolge
mit FAR Rabat:
- Marokkanischer Meister: 2023
- Marokkanischer Pokalsieger: 2021

mit Marokko U23:
- U23 Afrika-Cup: 2023